# Dienstgebäude des Reichspostzentralamts
Das ehemalige Dienstgebäude des Reichspostzentralamts ist ein denkmalgeschützter, architektonisch und technikgeschichtlich bedeutender Postbau im Berliner Ortsteil Tempelhof des Bezirks Tempelhof-Schöneberg.

## Lage
Das Gebäude steht in der Ringbahnstraße 130 südlich der Stadtautobahn A 100 zwischen Schöneberger Straße und Manteuffelstraße. Bis Ende August 2018 waren verschiedene Abteilungen der Deutschen Telekom AG in dem Gebäude untergebracht, danach wurde es beräumt und für die Unterbringung des Anti-Terror-Zentrums der Berliner Polizei umgebaut. Im Juli 2021 zogen erste Teilbereiche des Anti-Terror-Zentrums ein.
Im Lagerhaus II ist die Verwaltung des Museums für Kommunikation Berlin untergebracht.

## Geschichte und Architektur
Auf dem Gelände sind zwei mächtige Speichergebäude des Garde-Train-Bataillons vom Ende des 19. Jahrhunderts erhalten geblieben. Nach dem verlorenen Ersten Weltkrieg hatte sich die militärische Nutzung erübrigt, sodass das Reichspostministerium im Juni 1922 die Gebäude für die Belange des am 1. Oktober 1920 gegründeten Telegraphentechnischen Reichsamtes anmietete, um Labors, Werkstätten, Lager und Büroräume einzurichten. Aufgrund der rapiden technischen Entwicklung gewann die neue Behörde schnell an Bedeutung. Neue Büroflächen und hochspezialisierte Labors wurden benötigt und konnten in den Altbauten nicht untergebracht werden. Die Postbauräte Edmund Beisel und Karl Pfuhl legten dem Postminister den Entwurf für ein neues Hauptgebäude vor und im Mai 1925 konnte mit dem Bau des Gebäudes für die inzwischen in Reichspostzentralamt umbenannte und aufgewertete Reichsbehörde begonnen werden. Von 1929 bis 1933 war Wilhelm Ohnesorge ihr Präsident.

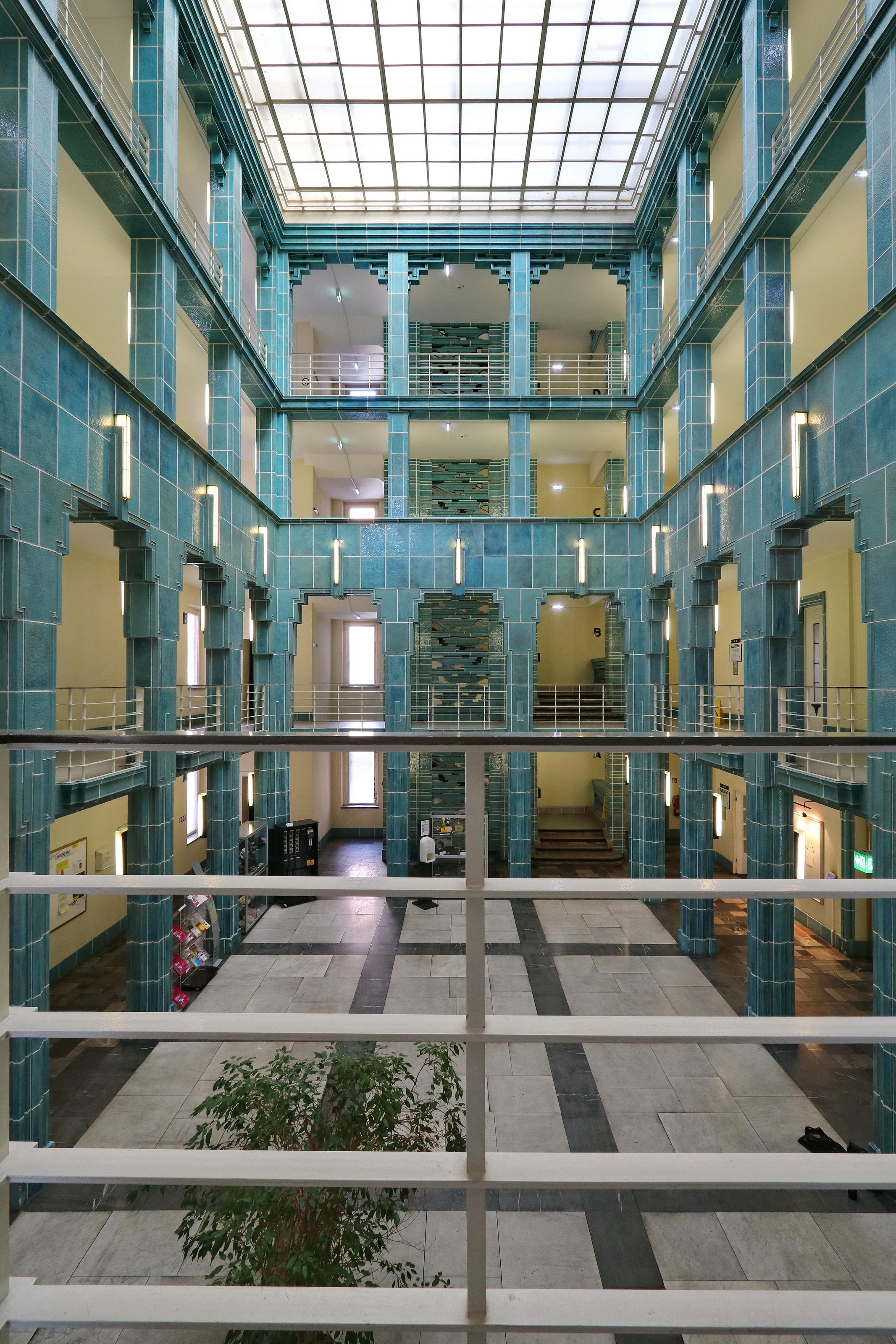
Zentrale Treppenhalle

Das 1928 vollendete Bauwerk ist ein fünfgeschossiger, mit blauroten Klinkern verkleideter Stahlskelettbau. Die Baukosten betrugen 4,85 Millionen Mark (kaufkraftbereinigt in heutiger Währung: rund 21,02 Millionen Euro). Das mit Ziegelmustern reich ornamierte Obergeschoss ist zurückgesetzt. Die 172 Meter lange Südfassade an der Ringbahnstraße weist eine strenge vertikale Gliederung auf. Die ausgeprägte Gliederung erfolgt durch zwei vorgeschobene Eckflügel und zwei den Mittelflügel unterbrechende siebengeschossige Turmbauten mit kristallinem Spitzbogenabschluss, die auf den Haupteingang verweisen. Die schlanken, schornsteinartigen Turmaufsätze mit den Antennen existieren nicht mehr. In den Turmstuben waren Funkmesslabors untergebracht. In den 1970er Jahren wurden am Gebäude als Maßnahme gegen die Lärmbelästigung vom nahen Flughafen Tempelhof sprossenlose Fenster eingebaut. Rückseitig ist das Gebäude durch eine zweigeschossige Brücke mit dem ehemaligen Speicher (Lagergebäude II) verbunden.
Im Inneren setzt die viergeschossige, durch Pfeiler gegliederte und mit türkisblauen Keramikplatten aufwendig ausgeschmückte Treppenhalle mit Lichthof architektonisch einen besonderen Akzent. Die originale Oberlichtverglasung mit farbigen und geschliffenen Gläsern wurde im Zweiten Weltkrieg zerstört und durch eine einfache Mattverglasung ersetzt.
Pläne für eine monumentale Erweiterung der Anlage im Stil der Zeit konnten wegen des Beginns des Zweiten Weltkriegs 1939 nicht mehr verwirklicht werden. Das Gebäude ist ein herausragendes Beispiel für den dekorfreudigen norddeutschen Backsteinexpressionismus der 1920er Jahre, vergleichbar mit den Bauten von Fritz Höger, Wilhelm Kreis oder Philipp Schaefer.
Das Reichspostzentralamt war die Geburts- und Entwicklungsstätte des Fernsehens. In den elektro- und funktechnischen Versuchslabors wurden entscheidende Forschungen durchgeführt, die über Deutschland hinaus die Entwicklung des Funk-, Telefon- und Telegraphiewesens bestimmten.
Die aus der Ingenieurschule hervorgegangene Fachhochschule der Deutschen Bundespost Berlin (bis 1967: Ingenieurschule, bis 1972: Ingenieurakademie der DBP) war bis zu ihrer Auflösung im Jahre 1997 in den oberen Geschossen des Gebäudes untergebracht.

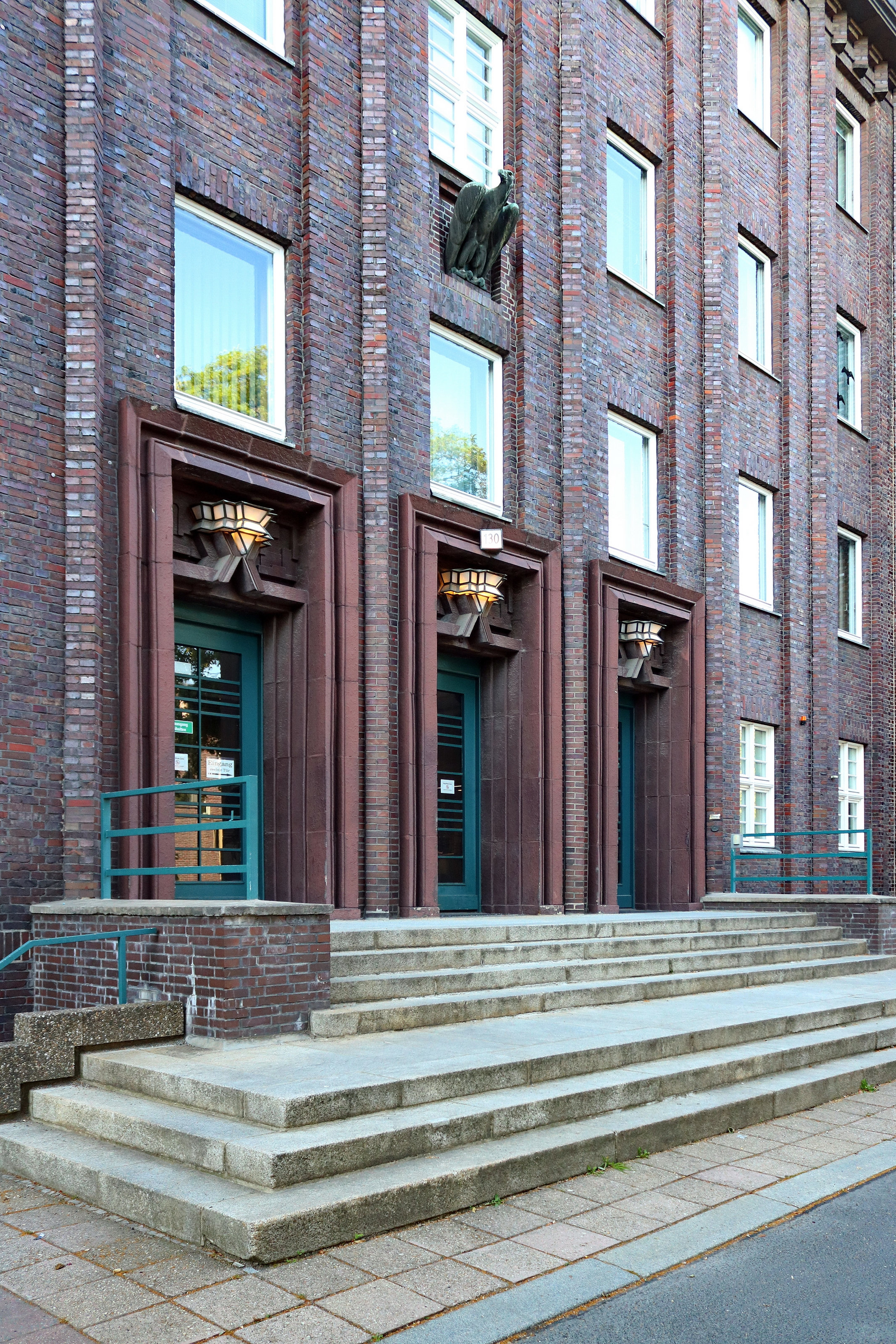
Haupteingang
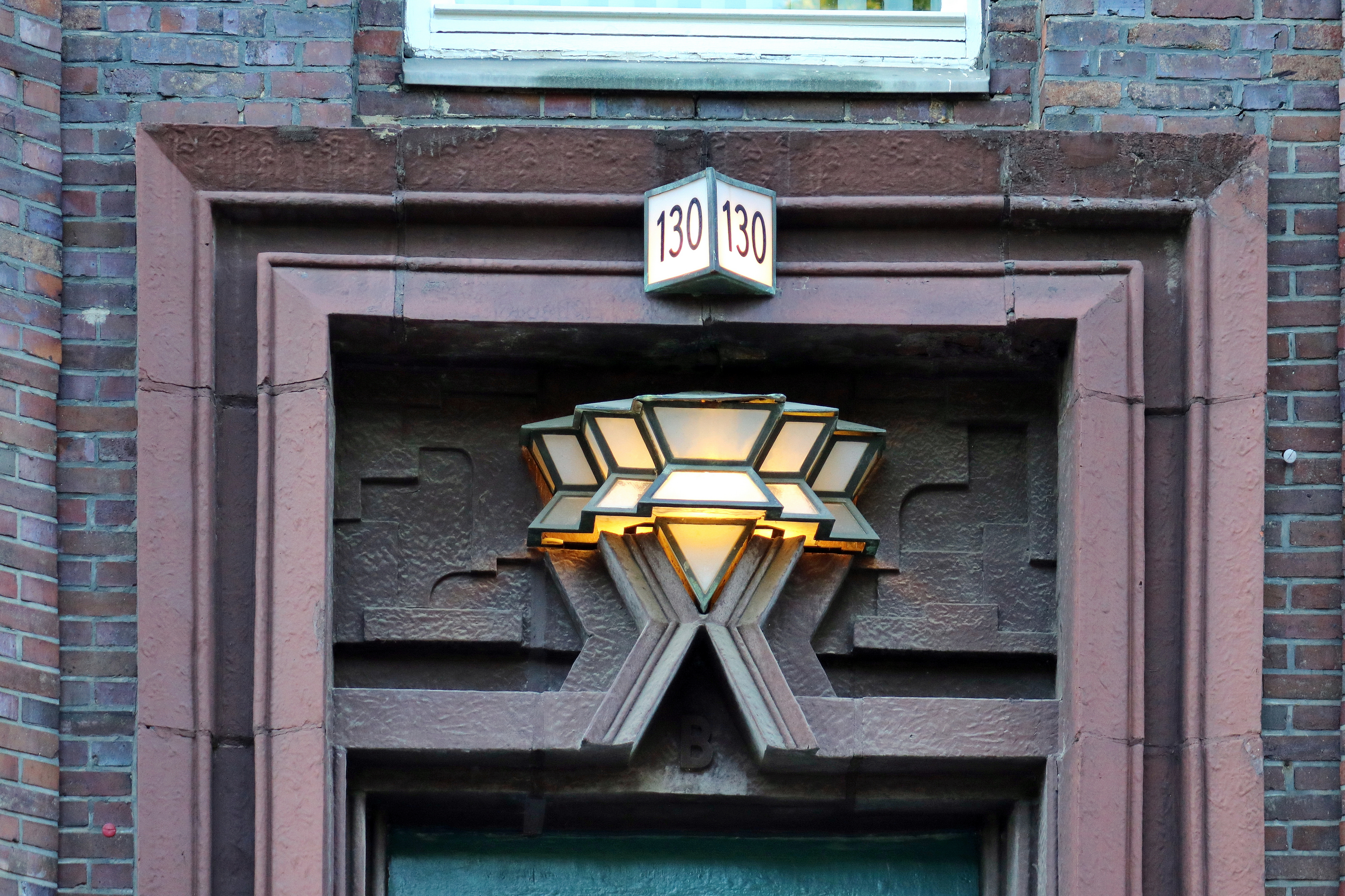
Mittelportal (Detail)
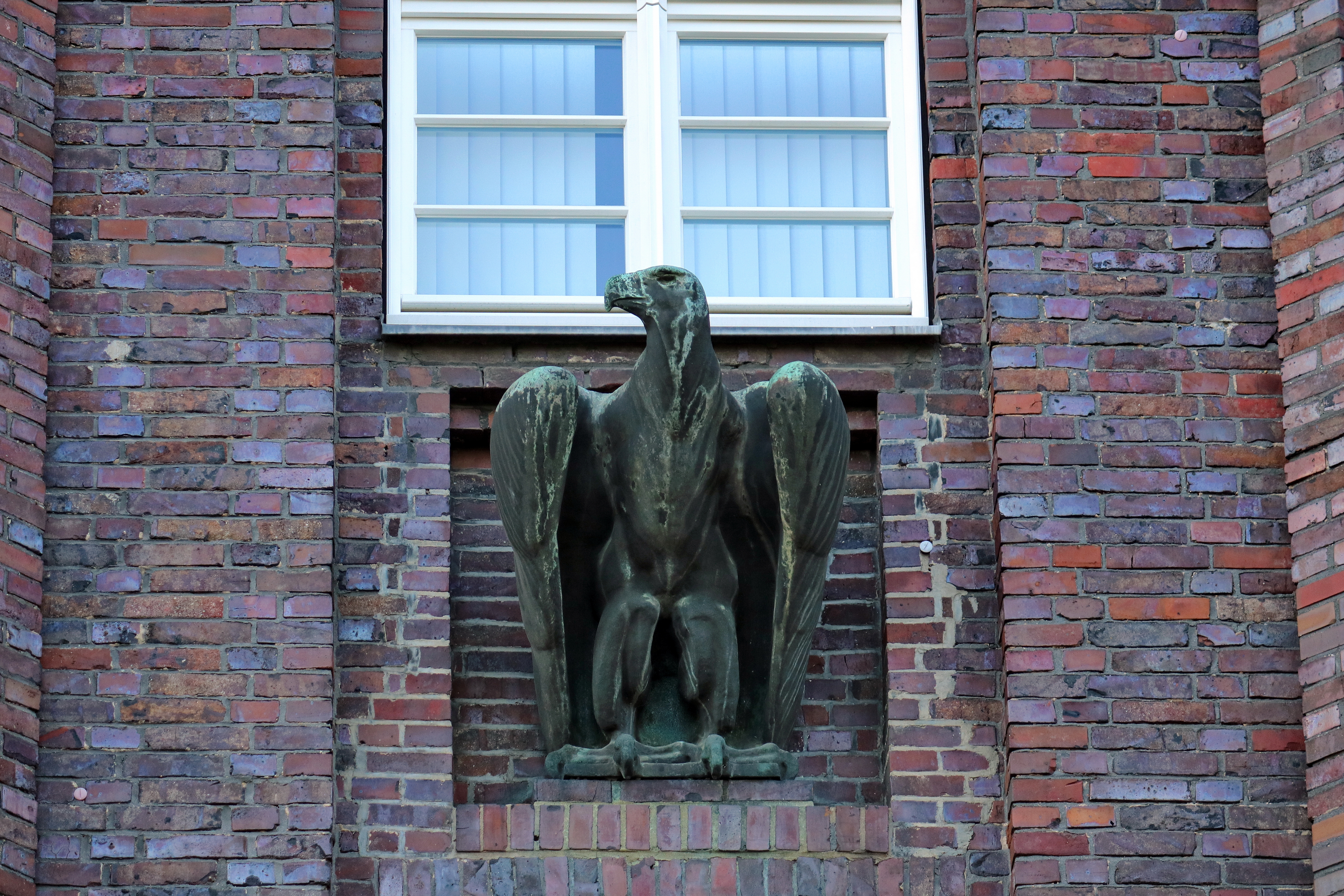
Reichsadler von Josef Thorak über dem Haupteingang
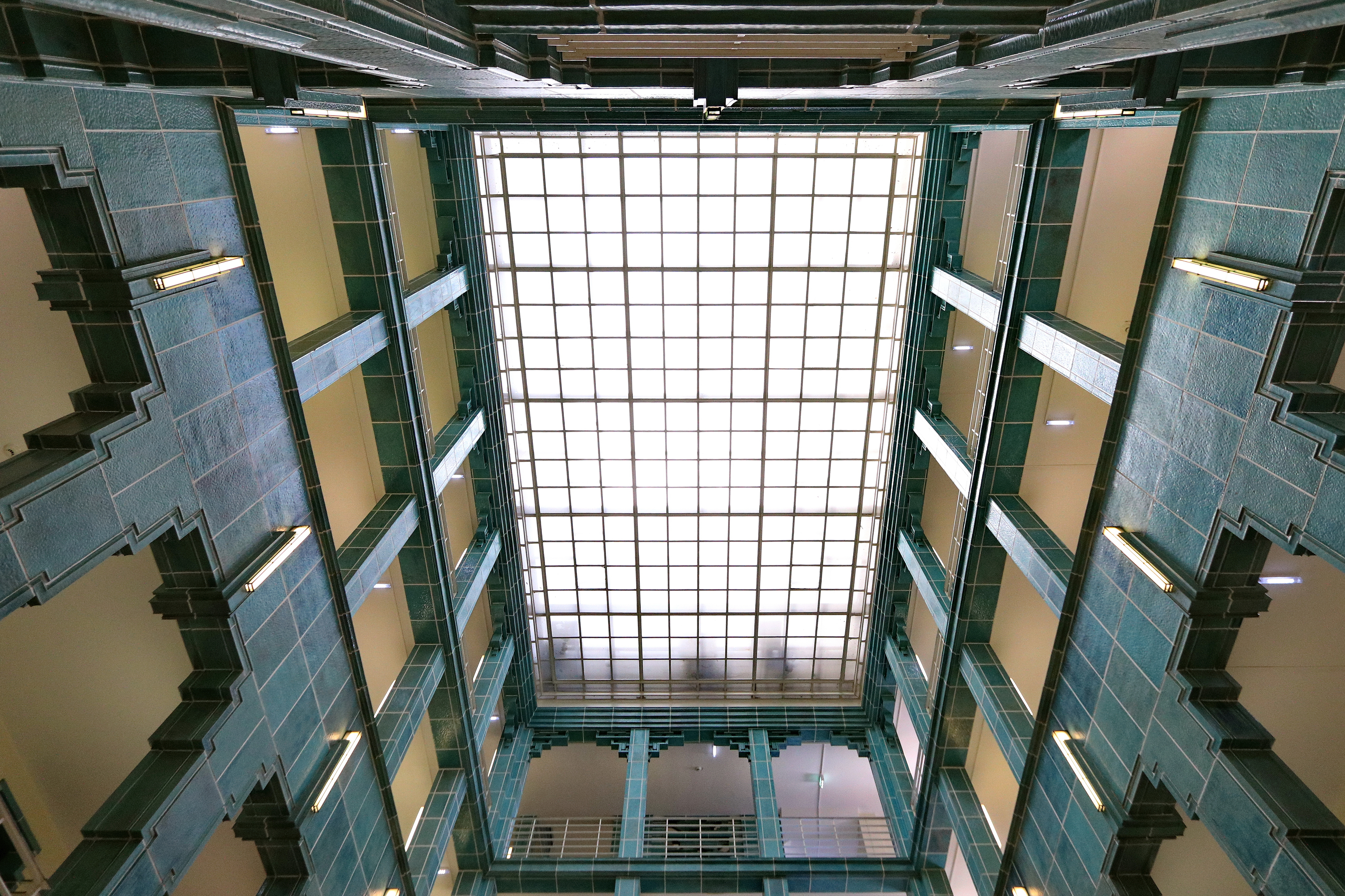
Zentrale Treppenhalle mit Lichthof
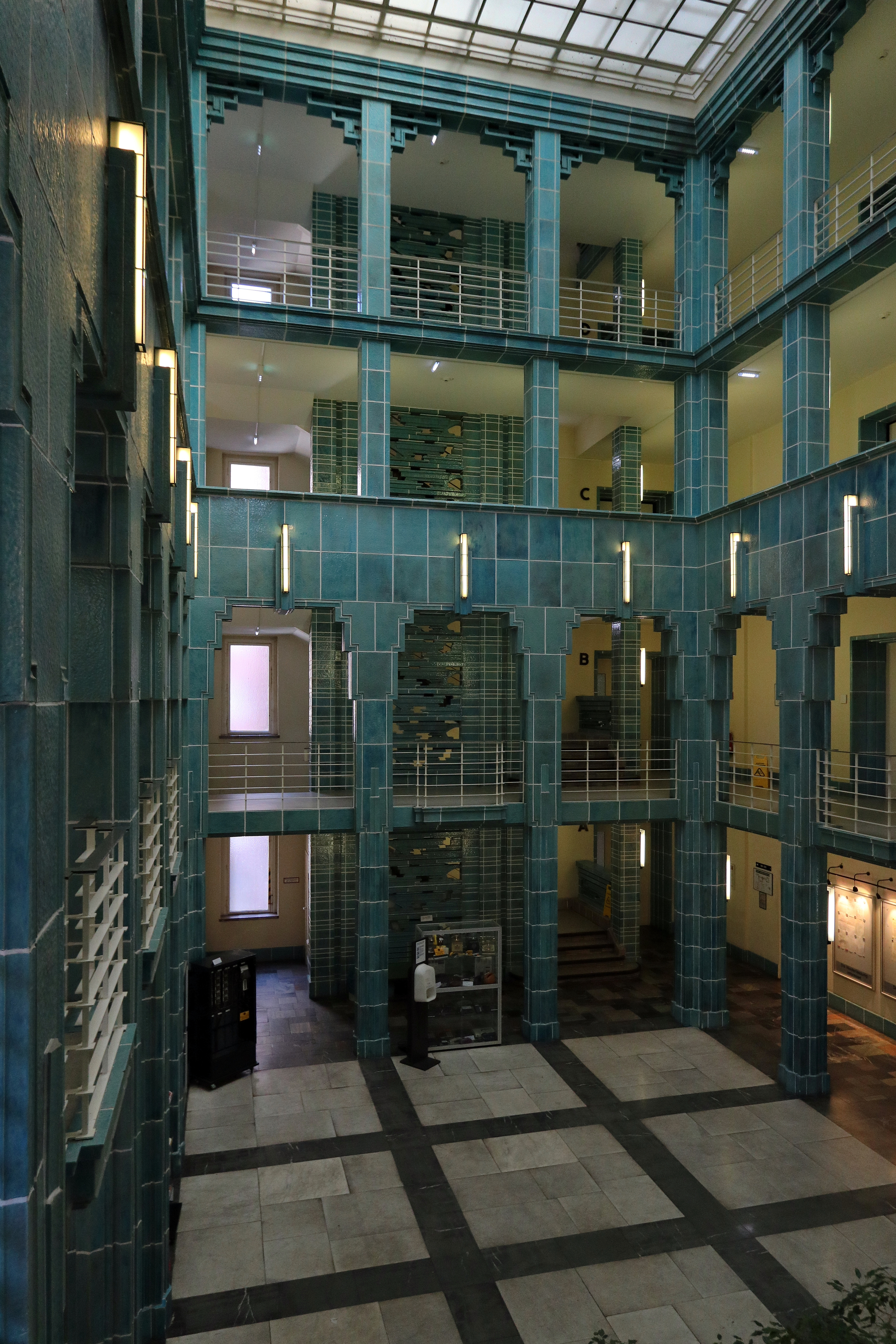
Zentrale Treppenhalle
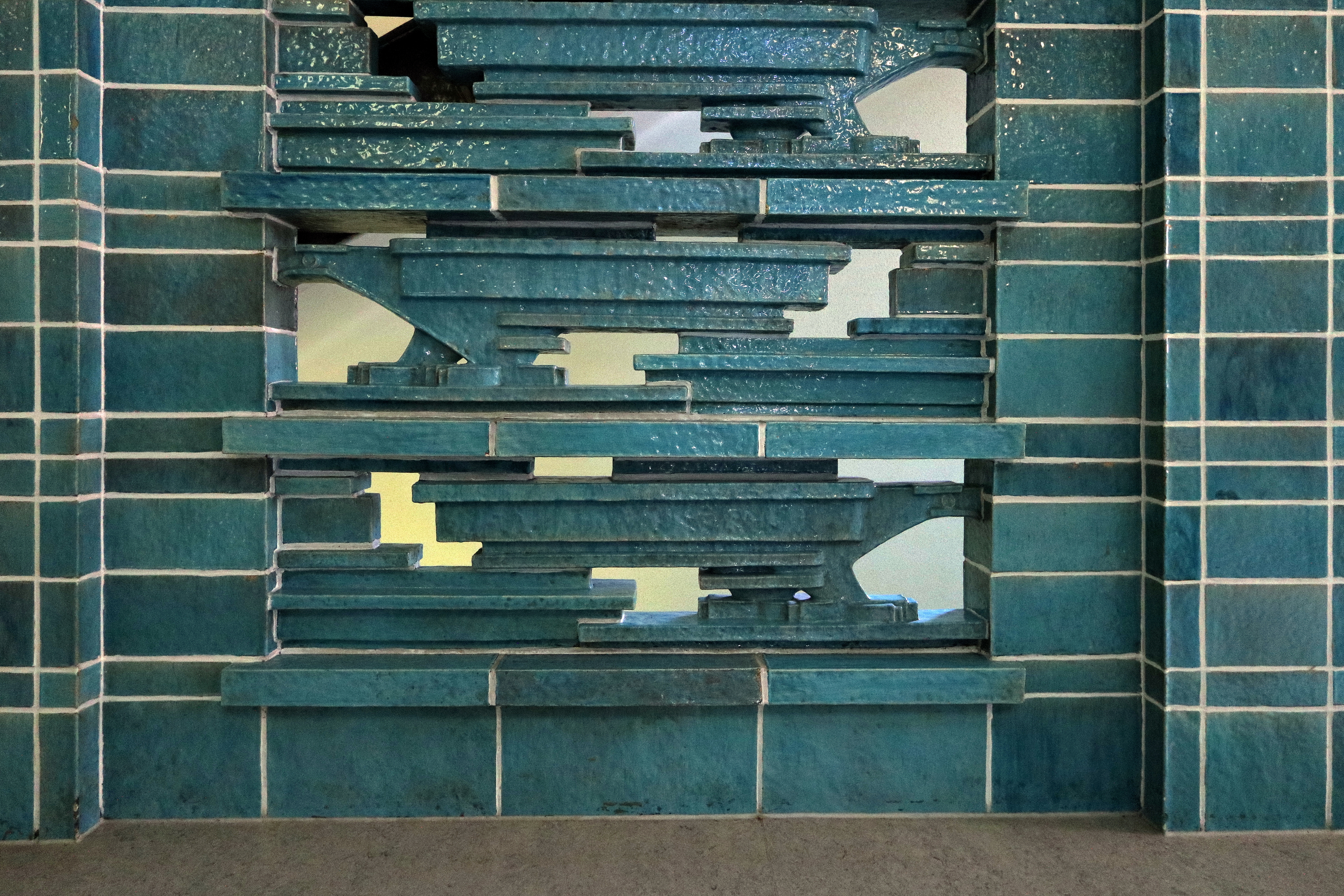
Zentrale Treppenhalle, durchbrochene Trennwand
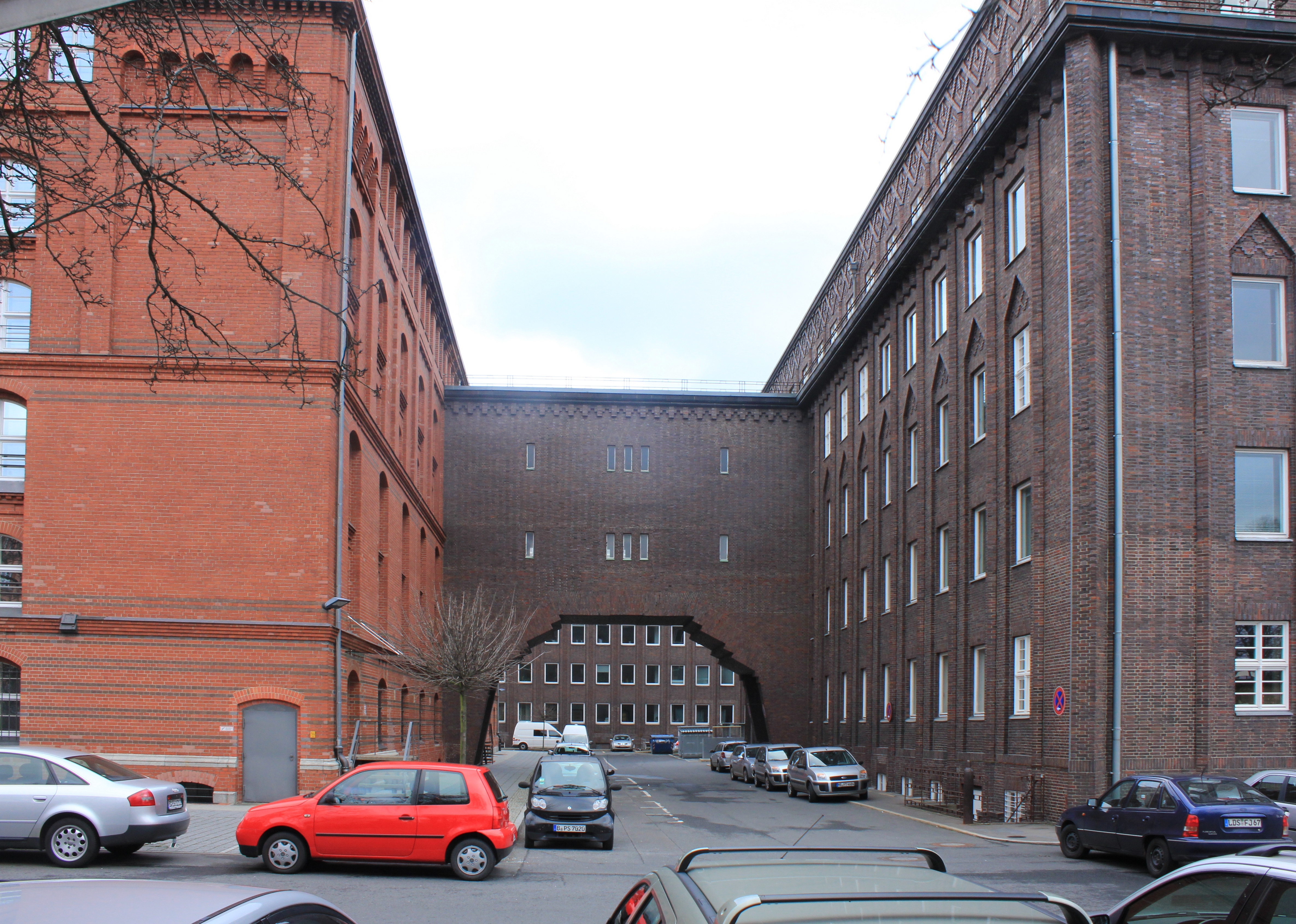
Verbindungsbrücke zum Speichergebäude (links)